# Wouter Weylandt
Wouter Weylandt (27. září 1984, Gent, Belgie – 9. května 2011, Mezzanego, Itálie) byl belgický profesionální silniční cyklista.
V roce 2008 zvítězil v 17. etapě Vuelty a v roce 2010 ve 3. etapě na Giru.
Zemřel po pádu ve sjezdu ve 3. etapě na Giro d'Italia 2011.